# Osmia concavoclypearis
Osmia concavoclypearis är en biart som beskrevs av Wu 1985. Osmia concavoclypearis ingår i släktet murarbin, och familjen buksamlarbin. Inga underarter finns listade i Catalogue of Life.